# Bitva u Malojaroslavce
Bitva u Malojaroslavce byla jedním ze střetnutí napoleonských válek, které se odehrálo 24. října 1812. Utkala se zde část Ruské armády pod velením generálporučíka Dochturova s částí armády Francouzské pod velením italského vicekrále Evžena de Beauharnais. To, že se jednalo o střetnutí menších armádních celků nic nezměnilo na faktu, že se jednalo o nesmírně krvavý a prudký střet, který v důsledcích donutil Napoleona ke konečnému rozhodnutí dál svého soka, ruského maršála Kutuzova, nepronásledovat a ustoupit z Ruska zpět do Francie.

## Pozadí
19. října 1812 Napoleon začal vyklízet Moskvu a vyrazil ke Kaluze (jihozápadně od Moskvy). Ruský vrchní velitel Kutuzov neměl o vyklizení Moskvy ponětí ještě 22. října, ale jeho předsunuté hlídky mu hlásily pohyb Francouzů již následujícího dne. Kutuzov tedy 21. října vyslal VI. sbor generála Dochturova společně s I. jezdeckým sborem a několika kozáckými oddíly, aby prozkoumal, co přesně mají Francouzi v úmyslu. Dochturov, který se osobně domníval, že jde pouze o jednotky Broussierovy divize zajišťující spojení s Možajskem, vyrazil na pochod z Tarutina již následujícího dne. V noci dorazil k řece Nara, poblíž městečka Fominskoje, odkud již byly vidět francouzské ohně. Dochturov nechal své muže pozdě v noci připravit se k rannímu přepadu nepřítele, ale po půlnoci k němu dorazil partyzán Seslavin, který spatřil čtyři versty za Fominským Napoleonův hlavní stan a gardu. Zajatí gardisté Dochturovovi prozradili, že Napoleon opustil Moskvu a další etapou jeho pochodu je Malojaroslavec. Ten Francouzi generála Delzonse ovládli 23. října. Zbytek IV. sboru prince Eugèna de Beauharnais se utábořil v Delzonotově okolí.
Dochturov neváhal. Dal na radu generála Jermolova, který byl k jeho sboru Kutuzovem přidělen jako pozorovatel, a vydal se na ústup k Malojaroslavci. Pochod však byl kvůli dešti rozmočeným cestám velmi namáhavý. Voda či místní obyvatelé poškodili většinu mostů, a proto bylo nutné vodní toky zdlouhavě překonávat.

## „За родину!“
Když ke Kutuzovovi dorazil posel od Dochturova, ihned k němu vyslal Platovovy kozáky a nařídil mu, ať po novokalužské silnici z jihu obejde Malojaroslavec a střetne se s Francouzi na silnici k Borovsku. Jakmile se generálu Dochturovovi ještě před úsvitem podařilo dosáhnout prvních domů městečka, rozvinul před ním pěchotu IV. sboru. Gardové jezdectvo zaujalo postavení na pravém křídle pěchoty. Jízdní dělostřelectvo mělo určeny pozice vlevo. Kolem páté hodiny ranní zaútočily tři Dochturovovy myslivecké pluky skrze ulice města. Brzy se jim odtud pod velením generálmajora Jermolova podařilo vyhnat dva rozespalé francouzské prapory generála Delzonse. Delzons jim na rozkaz velitele sboru se zbytkem divize okamžitě vyrazil na pomoc. Jediný přístup do města však byl přes most, který mělo zaměřeno ruské dělostřelectvo. Francouzům se přes mostovku podařilo přetáhnout dvě vlastní děla, ale Rusové stále stupňovali nápor. Generál Delzons, ve snaze povzbudit své muže, se v jejich čele vrhnul proti nepříteli, ale byl zde i se svým bratrem zabit. Přesto jeho zástupce, brigádní generál Guilleminot, zaútočil na Rusy tak prudce, že francouzské jednotky brzy ovládly střed městečka a kolem jedenácté hodiny byl celý Malojaroslavec v jejich rukách.
V tu dobu dorazila také Broussierova divize a jeho pěchota se začala rozvinovat proti ruským postavením. Kartáčová palba však brzy přinutila Broussiera stáhnout se zpět do úkrytů městské zástavby. Vzápětí proti Francouzům vyrazil Libavský a Sofijský pluk spolu s jednotkami, které Francouzi vyhnali z města. Rozpoutaly se těžké boje v ulicích a Francouzi byli brzy nuceni ustoupit až ke středu Malojaroslavce. Zde se však Rusové dostali pod dobře mířenou palbu vojáků ukrytých v domech kolem náměstí a útok ztratil potřebnou razanci. Během bitvy se od dělostřelby navíc vznítil les ve francouzském týlu a vojáci IV. sboru Grande Armée tak byli nuceni držet svá postavení, hlavně díky terénu kolem města, bez možnosti ústupu.

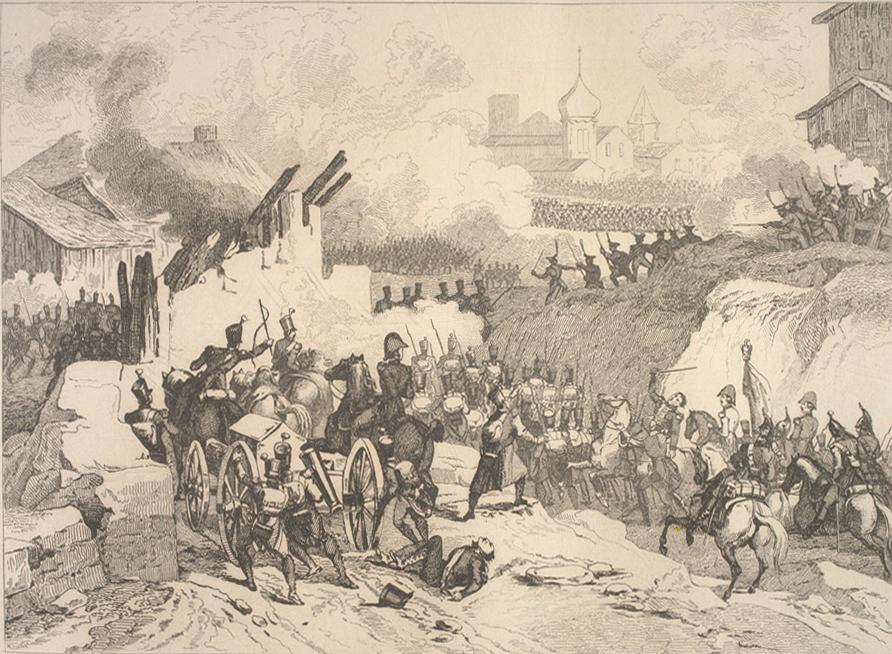
Těžké boje v ulicích Malojaroslavce.

Princ Eugène de Beauharnais vzápětí vrhl do boje Pinovu italskou divizi. Divize zaútočila zleva kolem města, ale i přes počáteční úspěch utrpěli Italští mladíci těžké ztráty a začali brzy kolísat. Tehdy je princ Evžen podpořil nasazením gardy italského místokrále. Italští gardisté se vrhli na postavení ruského dělostřelectva a přestože Dochturov na ohrožený úsek nasadil 11. myslivecký pluk, byli dělostřelci nuceni se stáhnout k místní cihelně. Vzápětí však děla znovu zahájila těžkou palbu a Italové s rostoucími ztrátami ustoupili do vojsky přeplněného městečka. Tehdy Jermolov Dochturova přemluvil, aby vyslal ke Kutuzovovi žádost o posily. Kutuzov, který nechtěl riskovat generální bitvu a byl s armádou pouhé tři kilometry od bojiště, vyslal Dochturovovi na pomoc pouze Rajevského VII. sbor.
Odpoledne zahájili Rusové další útok. Orlovský pluk se ihned zapojil do bojů ve městě a zbytek VII. sboru se začal rozvíjet na levém Dochturovově křídle. Jednotky prince Evžena začínaly být na pokraji vyčerpání a také on byl nucen požádat Napoleona o pomoc. V té době již ženisté maršála Davouta dokončili pevnější most přes řeku Lučosu a velitel I. sboru dostal rozkaz se dvěma divizemi a pěchotním dělostřelectvem italského vicekrále podpořit. Compansova divize se přesunula na levé křídlo IV. sboru a Girardova na pravé. S touto pomocí se Francouzům podařilo vytlačit Rusy z města. Ruské jednotky sice ustoupily, ale jen k dělům, která se rozestavila na dostřel od města. To samé učinili Francouzi na své straně Malojaroslavce, čímž se obě armády dostaly do patové situace.
Záhy poté, co Rusové ustoupili z města, se začalo stmívat. Dochturov nechal před postavením dělostřelců vybudovat dvě reduty a vyslal několik dobrovolníků, aby zapálili dosud stojící domy na předměstí. Ruská děla posléze začala odstřelovat ohněm ozářené francouzské cíle.

Na sklonku dne se asi kilometr od Malojaroslavce nacházela celá ruská armáda. K bojišti stačil dorazit i zbytek I. francouzského sboru a Napoleon s gardou. Rusové očekávali, že druhého dne si bude Napoleon chtít prorazit cestu na Kalugu, ale ten si v současné chvíli nebyl jist, zda by dokázal vítězství, o kterém nikdo z Francouzů nepochyboval, patřičně využít. 25. října Napoleon obhlížel pozice a připravoval vojsko k bitvě. Stále váhal, zda si má prorazit cestu nebo se vydat k dalšímu ústupu směrem na Medyň. Toho dne k dalšímu střetu nedošlo. Obě strany vyčkávaly ve svých pozicích až do 26. října, kdy se v brzkých ranních hodinách začali Rusové stahovat.

## Začátek konce
Napoleon byl dalším Kutuzovovým ústupem rozladěný, ale nakonec se po těžkém přemýšlení rozhodnul ruského maršála nepronásledovat a vydat se nejkratší cestou na Smolensk. Teprve 26. října začíná skutečný ústup Francouzů z Ruska. Kutuzov se svou armádou postupoval souběžně s Napoleonem a neustálými přepady a za velkého přispění, které mu poskytl „Generál zima“ [Fiktivní pojem vzniklý na západě, na nějž se svaluje příčina neúspěchů ve většině tažení do Ruska], jej pomalu vytlačoval ze země.
Napoleonův pobočník později o bitvě napsal:
| „                                | Pamatujete na ono osudné bitevní pole, na němž ztroskotal boj o mír, kde se proměnilo v prach 20 let našich nepřetržitých vítězství, kde začalo naše velké neštěstí? Vyvstává před vašima očima to zničené zkrvavené město, ty hluboké rokle a lesy, které obklopují to vysoko položené údolí a činí je nepřístupným? Na jedné straně Francouzi, táhnoucí ze severu, kterého se tolik obávali, na druhé na okrajích lesů Rusové, bránící cestu na jih, kteří se nás snažili vydat napospas strašné zimě... Napoleon mezi oběma svými armádami, jeho krok, jeho zrak bloudící od jihu na východ, od kalužské cesty, k medyňské. Obě jsou mu uzavřeny. Na kalužské stojí Kutuzov se sto dvaceti tisícovou armádou, připravenou bojovat o každou píď země, směrem k Medyni vidí početnou jízdu – to je Platov! | “ |
| — Hrabě Octave Philippe de Ségur | |   |